# Río Guadalmez
Río Guadalmez este o arie protejată (arie specială de conservare — SAC, sit de importanță comunitară — SCI) din Spania întinsă pe o suprafață de 10.560,62 ha, integral pe uscat.

## Localizare
Centrul sitului Río Guadalmez este situat la coordonatele 38°28′29″N 4°34′31″W / 38.4746°N 4.5754°V.

## Înființare
Situl Río Guadalmez a fost declarat sit de importanță comunitară în decembrie 1997 pentru a proteja 1 specie de plante și 20 de specii de animale. Situl a fost protejat și ca arie specială de conservare în ianuarie 2015.

## Biodiversitate
Situată în ecoregiunea mediteraneană, aria protejată conține 14 habitate naturale: Iazuri temporare mediteraneene, Pajiști umede mediteraneene cu ierburi înalte de Molinio-Holoschoenion, Dehesas cu Quercus spp. perene, Pante stâncoase silicioase cu vegetație casmofită, Pseudostepă cu ierburi și specii anuale de Thero-Brachypodietea, Păduri de Quercus ilex și Quercus rotundifolia, Păduri termofile cu Fraxinus angustifolia, Păduri aluvionare cu Alnus glutinosa și Fraxinus excelsior (Alno-Padion, Alnion incanae, Salicion albae), Roci stâncoase cu vegetație pionieră de Sedo-Scleranthion sau Sedo albi-Veronicion dillenii, Fânețe de joasă altitudine (Alopecurus pratensis, Sanguisorba officinalis), Galerii și tufărișuri riverane sudice (Nerio-Tamaricetea și Securinegion tinctoriae), Cursuri de apă de la nivel de câmpie la nivel montan, cu vegetație Ranunculion fluitantis și Callitricho-Batrachion, Galerii de Salix alba și de Populus alba, Tufărișuri termo-mediteraneene și de pre-deșert.
La baza desemnării sitului se află mai multe specii protejate:
- plante (1): Marsilea batardae
- păsări (10): fluierar de munte (Actitis hypoleucos), rață mare (Anas platyrhynchos), Aquila adalberti, stârc cenușiu (Ardea cinerea), barză neagră (Ciconia nigra), egretă mică (Egretta garzetta), cormoran mare (Phalacrocorax carbo carbo), Spatula clypeata, corcodel mic (Tachybaptus ruficollis), fluierarul de zăvoi (Tringa ochropus)
- amfibieni (1): Discoglossus galganoi
- mamifere (2): vidră de râu (Lutra lutra), râs iberic (Lynx pardinus)
- nevertebrate (1): Unio tumidiformis
- pești (4): Anaecypris hispanica, Iberochondrostoma lemmingii, Luciobarbus comizo, Squalius alburnoides
- reptile (2): țestoasa de baltă (Emys orbicularis), Mauremys leprosa

Pe lângă speciile protejate, pe teritoriul sitului au mai fost identificate 1 specie de plante, 1 specie de pești.